# Humberto Costas
Humberto Costas Tordera (Barcelona, 17 de diciembre de 1949) es un regatista español que compitió en las clases Snipe y Soling.
Es un deportista del Club de Vela de Blanes que participó en los Juegos Olímpicos de Montreal 1976 en la clase Soling con su hermano Juan Costas y con Félix Anglada.
En la clase Snipe ganó el Trofeo Su Majestad el Rey en 1972.